# Agastache eplingiana
Agastache eplingiana là một loài thực vật có hoa trong họ Hoa môi. Loài này được R.W.Sanders mô tả khoa học đầu tiên năm 1981.